# ۴۱ دلو
۴۱ دلو یک ستاره است که در صورت فلکی دلو قرار دارد.